# Croce della Resistenza Olandese (Verzetskruis)

## Storia
Questa medaglia fu istituita il 3 maggio 1946 con decreto reale firmato dalla regina Guglielmina dei Paesi Bassi, con lo scopo di onorare la resistenza contro i nemici della causa olandese e per la protezione della libertà d'espressione (""het Verzet tegen de Vijanden van de Nederlandse zaak en voor behoud van de geestelijke vrijheid").
La croce fu conferita in maggioranza a cittadini dei Paesi Bassi ma non mancarono alcuni belgi e francesi.